# Bedek Stream
Koordinaten: 62° 38′ S, 60° 59′ W
Der Bedek Stream (bulgarisch Бедечки поток Bedetschki potok) ist ein 3,2 km langer Fluss auf der Livingston-Insel im Archipel der Südlichen Shetlandinseln. Im Osten der Byers-Halbinsel fließt er entlang der Westflanke der Urvich Wall und an der Ostseite des Tsamblak Hill vorbei in nördlicher Richtung zu den Robbery Beaches, wo er östlich des Sparadok Point in die Barclay Bay mündet. Gespeist wird er unter anderen durch Überläufe des Montemno Lake und des Oread Lake.
Die bulgarische Kommission für Antarktische Geographische Namen benannte ihn 2020 nach aus der antiken thrakischen Kultur in Bulgarien erhaltenen Toponymen für Berge und einen Fluss im Zentrum des Landes.